# Brazylia na Zimowych Igrzyskach Olimpijskich 1994
Brazylię na Zimowych Igrzyskach Olimpijskich 1994 reprezentował 1 zawodnik - Lothar Christian Munder, który był chorążym ekipy. Był to drugi start Brazylii na zimowych igrzyskach olimpijskich.

## Reprezentanci

### Narciarstwo alpejskie

#### Mężczyźni
- Lothar Christian Munder
  - zjazd - 50. miejsce